# Gorgonopsia
Gorgonopsia eller gorgonosider (af gorgon som betyder ansigt) er forhistoriske dyr, af hvilke man har fundet fossiler.
I 1860 fandt Ricard Owe de første fossiler af gorgonosider. Senere, i 1880 og 1890, fandt han flere fossiler fra disse rovdyr, som stammer fra senperm. De udviklede sig fra dyr som dimetrodon. Gorgonosiderne var på størrelse med løver og isbjørne. Den største gorgonosid var den store inostrancevia, som var større end en isbjørn og levede i Rusland for 250 millioner år siden i sen permtid.
Pangæa inostrancevia har sikkert jaget store scutosaurer. Gorgonosia uddøde for 248 millioner år siden i permtidens masseudryddelse. I BBCs serie Walking with Monsters er der i den tredje episode en gorgonosid.
| Dyr | Spire Denne artikel om dyr er en spire som bør udbygges. Du er velkommen til at hjælpe Wikipedia ved at udvide den. |

- Wikimedia Commons har flere filer relateret til Gorgonopsia